# Greenland (Arkansas)
La ville de Greenland est située dans le comté de Washington, dans l’État de l’Arkansas, aux États-Unis. Sa population s’élevait à 1 259 habitants lors du recensement de 2010, estimée à 1 406 habitants en 2017.

## Démographie
Selon l'American Community Survey, pour la période 2011-2015, 98,42 % de la population âgée de plus de 5 ans déclare parler l'anglais à la maison, 0,86 % déclare parler le marshallais, 0,50 % l'espagnol et 0,22 % une autre langue.
| 1910 | 1920 | 1930 | 1940 | 1950 | 1960 |
| ---- | ---- | ---- | ---- | ---- | ---- |
| 108  | 147  | 127  | 114  | 164  | 127  |

| 1970 | 1980 | 1990 | 2000 | 2010  | - |
| ---- | ---- | ---- | ---- | ----- | - |
| 650  | 622  | 757  | 907  | 1 259 | - |

## Source
- (en) Cet article est partiellement ou en totalité issu de l’article de Wikipédia en anglais intitulé « Greenland, Arkansas » (voir la liste des auteurs).

1. ↑  (en) « American FactFinder - Results », sur factfinder.census.gov.
2. ↑  « Statistiques des États-Unis - Arizona - Profils des comtés de 2010 » (consulté en novembre 2020)